# Rhapsody (nave da crociera)
Rhapsody è stata una nave da crociera che con questo nome ha navigato per MSC Crociere.

## Storia

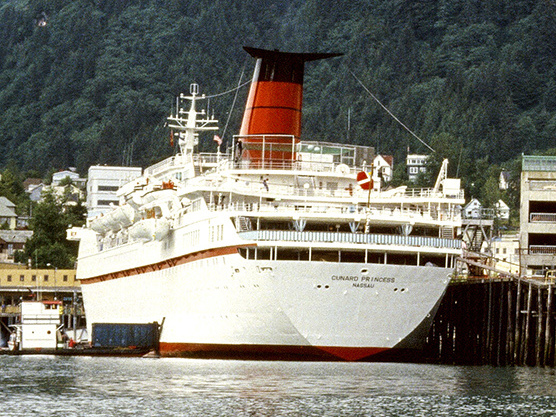
Cunard Princess in servizio per Cunard Line a Juneau nel 1986.

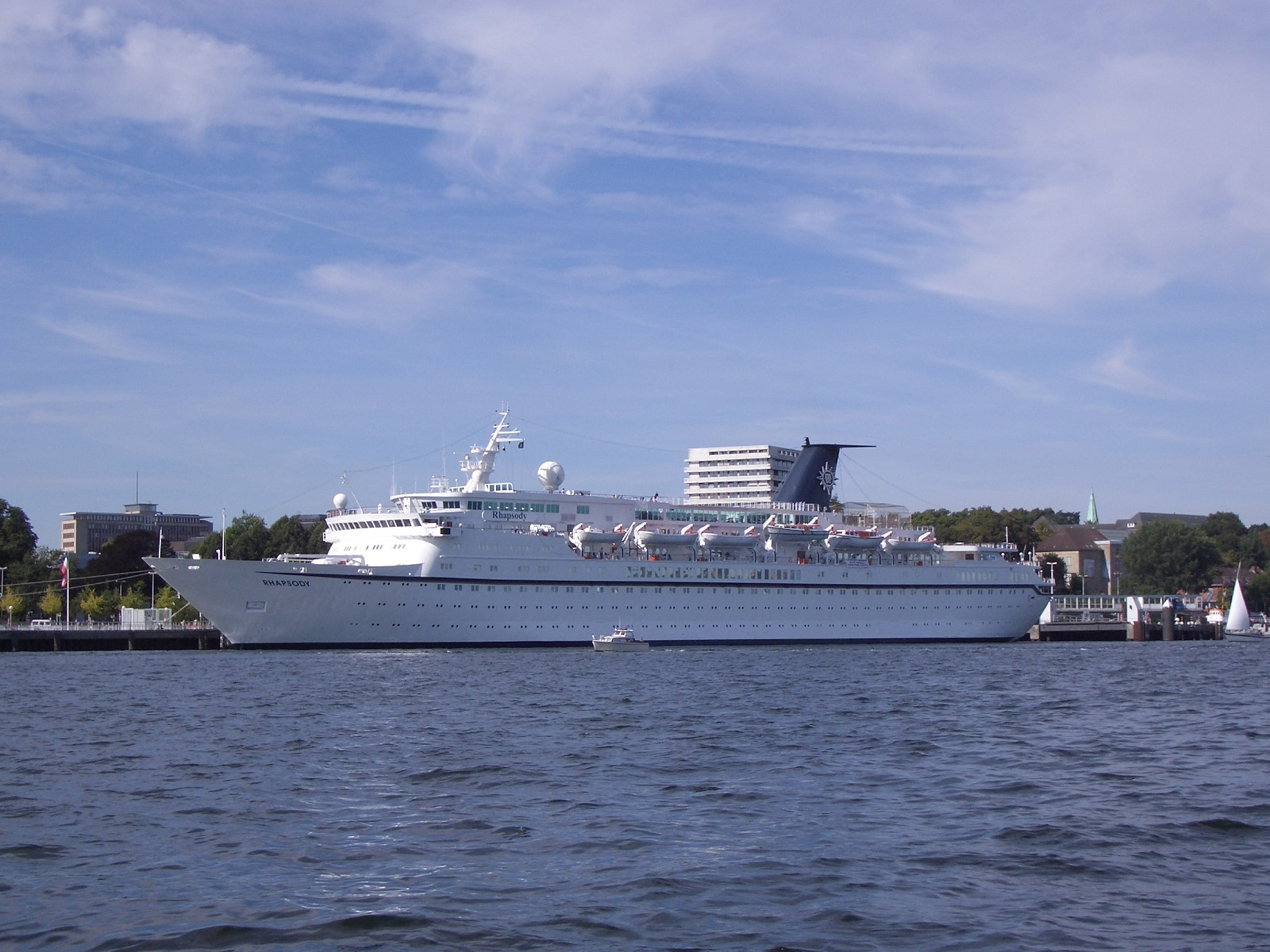
Rhapsody in servizio per MSC Crociere a Kiel nel 2005.

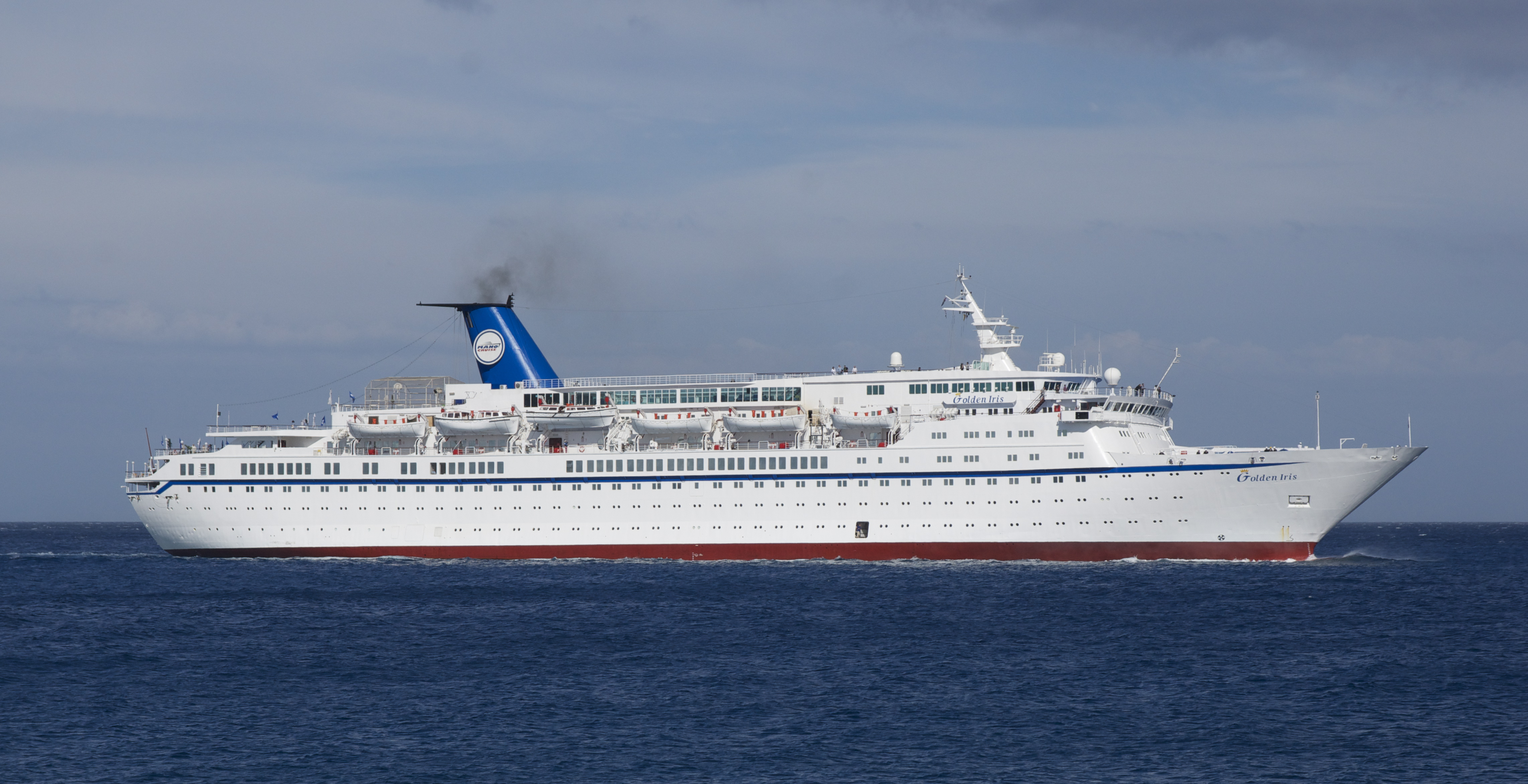
Golden Iris in servizio per Mano Cruises a Rodi nel 2011.

La costruzione della nave iniziò nel 1974 nei cantieri Burmeister & Wain di Copenaghen, per poi essere ultimata alle Industrie navali Meccaniche Affini di La Spezia, dove vennero allestiti gli interni. La Cunard Countess (nome cambiato in Cunard Princess durante i lavori) venne consegnata alla Cunard Line nel 1977 e battezzata a New York dalla principessa Grace di Monaco. 
Nel 1995 la nave è stata acquistata dalla StarLauro e chiamata Rhapsody per sostituire l'Achille Lauro, affondata l'anno precedente. La società divenne dopo poco tempo MSC Crociere, che negli anni a seguire la indicò per motivi commerciali anche come MSC Rhapsody in modo da uniformare la nomenclatura della compagnia, ma ufficialmente mantenne inalterato il proprio nome.
Nell'aprile 2009 la MSC Crociere ha venduto la nave alla compagnia israeliana Mano Cruises, con la quale ha operato fino al 2021 con il nome Golden Iris. Posta in disarmo a Calcide nello stesso anno, fu ribattezzata Gold Club e venduta poi per la demolizione in Turchia nel luglio 2022, dopo quasi 50 anni di servizio.

## Navi gemelle
- Ruby (ex Cunard Countess)